# Francis Miras
Francisco José Miras Senés, conocido en el mundo del deporte como Francis Miras, es un jugador de balonmano español internacional nacido en Almería en 1974.

## Trayectoria deportiva
Comenzó a jugar a balonmano en el equipo del colegio de La Salle de Almería, saltando en 1989, con quince años, al balonmano profesional en las filas del entonces Cajalmería.
Su carrera deportiva abarca 18 años de militancia como portero en las filas del equipo de su ciudad natal bajo sus diferentes denominaciones: Unicaja Almería, BM Ciudad de Roquetas, BM Almería 2005, BM Keymare Almería o BM Ciudad de Almería, contribuyendo al ascenso de éste a la Liga ASOBAL, en la que jugó durante seis temporadas como capitán del equipo.
Defendió también la camiseta de la selección española de balonmano durante los años 1992 y 1993.
Se retiró el 14 de mayo de 2008, fecha en que recibió el Escudo de Oro de la capital almeriense de manos del alcalde Luis Rogelio Rodríguez-Comendador.
Otros de los premios que ha recibido ha sido Embajador de Juego limpio de la Diputación de Almería.
Tras su retirada, su profesión fue la de ingeniero técnico y participó en política, habiendo sido propuesto para ocupar el cargo de secretario de deportes del Partido Popular de la provincia de Almería.
Desde el año 2010 lleva a cabo la gerencia del centro deportivo Ego Sport Center en Almería, una vez finalizado su master en gestión de instalaciones deportivas y zonas de agua.
En 2019 junta a un grupo de antiguos compañeros del 40x20 y comienza la aventura del Balonmano Veterano integrándose en la disciplina de Club Balonmano Bahia de Almería.